# Carmenelectra
Carmenelectra (лат.) — род ископаемых короткоусых двукрылых насекомых из семейства Mythicomyiidae.

## Описание
Мелкие мухи с длиной около 2 мм. Обнаружены в эоценовых балтийском и ровенском янтарях (30—40 млн лет назад). Род был впервые выделен в 2002 году диптерологом Нилом Эвенхусом (Center for Research in Entomology, Bishop Museum, Гонолулу, Гавайи, США). Название дано в честь американской модели и актрисы Кармен Электры.

## Классификация
По данным сайта Fossilworks, на июль 2016 года в род включают 3 вымерших вида:
- Carmenelectra pernigra Evenhuis, 2013 (балтийский янтарь)
- Carmenelectra shechisme Evenhuis, 2002typus (балтийский янтарь)
- Carmenelectra shehuggme Evenhuis, 2013 (ровенский янтарь)